# Wanna Buakaew
Wanna Buakaew (ur. 2 stycznia 1981 w Bangkoku) – tajska siatkarka, reprezentantka kraju, grająca na pozycji libero. Od sezonu 2017/2018 występuje w drużynie Bangkok Glass VC.

## Sukcesy klubowe
Klubowe Mistrzostwa Azji:
- 2009, 2010
- 2007

Mistrzostwo Tajlandii:
- 2012
- 2015

Mistrzostwo Azerbejdżanu:
- 2016
- 2013
- 2014

Superpuchar Niemiec:
- 2016

Puchar Niemiec:
- 2017

Mistrzostwo Niemiec:
- 2017

## Sukcesy reprezentacyjne
Puchar Azji:
- 2012
- 2008

Mistrzostwa Azji:
- 2009, 2013
- 2001, 2007, 2015

## Nagrody indywidualne
- 2007 - Najlepsza broniąca Klubowych Mistrzostw Azji
- 2007 - Najlepsza broniąca Mistrzostw Azji
- 2008 - Najlepsza libero Pucharu Azji
- 2009 - Najlepsza libero Klubowych Mistrzostw Azji
- 2009 - Najlepsza libero Mistrzostw Azji